# كيث غوتشالك
كيث غوتشالك (بالإنجليزية: Keith Gottschalk)‏ هو شاعر جنوب أفريقي، ولد في 1946 في كيب تاون في جنوب أفريقيا.